# Penicillium coprophilum
Penicíllium copróphilum (лат.) — вид несовершенных грибов (телеоморфная стадия неизвестна), относящийся к роду Пеницилл (Penicillium).

## Описание
Колонии на агаре Чапека с дрожжевым экстрактом (CYA) на 7-е сутки 1,5—3 см в диаметре, пучковатые, иногда с оформленными коремиями до 1,3 мм высотой, с зелёными до тёмно-зелёных головками конидий. Реверс колоний тёмно-коричневый, в среду выделяется коричневый растворимый пигмент.
На агаре с дрожжевым экстрактом и сахарозой (YES) колонии 2,5—3,5 см в диаметре на 7-е сутки, обильно спороносящие, с жёлтым до жёлто-коричневого реверсом.
При 30 °C рост отсутствует либо образуются колонии до 4 мм, при 37 °C рост отсутствует.
Конидиеносцы трёхъярусные, гладкостенные и шероховатые, 200—400 мкм длиной, веточки расходящиеся, 12—20 мкм длиной. Метулы 9—13 мкм длиной, прижатые. Фиалиды цилиндрические, суженные в короткую шейку, 6,5—10 × 2,2—2,5 мкм. Конидии широкоэллипсоидальные, гладкостенные, 3,2—3,7 × 2—2,5 мкм.
Продуцент гризеофульвина, альтернариола, рокфортина C, мелеагрина, оксалина, циклопиамина, пирипиропенов.

### Отличия от близких видов
От Penicillium coprobium и близких видов отличается изорванным краем колоний на агаре с солодовым экстрактом (MEA), а также тёмно-коричневой окраской реверса на CYA (у P. coprobium реверс жёлто-коричневый до серо-коричневого).

## Экология и распространение
Широко распространённый гриб, выделенный с различных экскрементов, из почв, с пищевых продуктов.

## Таксономия
Типовой образец был собран на Кубе Чарльзом Райтом, хранится в гербарии Кью (K).
Penicillium coprophilum (Berk. & M.A.Curtis) Seifert & Samson, Adv. Pen. Asp. Syst. 145 (1985). — Coremium coprophilum Berk. & M.A.Curtis, J. Linn. Soc., Bot. 10: 363 (1869).

### Синонимы
- Coremium coprophilum Berk. & M.A.Curtis, 1869
- Pritzeliella caerulea Henn., 1903
- Stilbum humanum P.Karst., 1888